# Vanda denisoniana
Vanda denisoniana Benson & Rchb.f., 1869 è una pianta della famiglia delle Orchidacee originaria dell'Asia Sud-Orientale.

## Descrizione

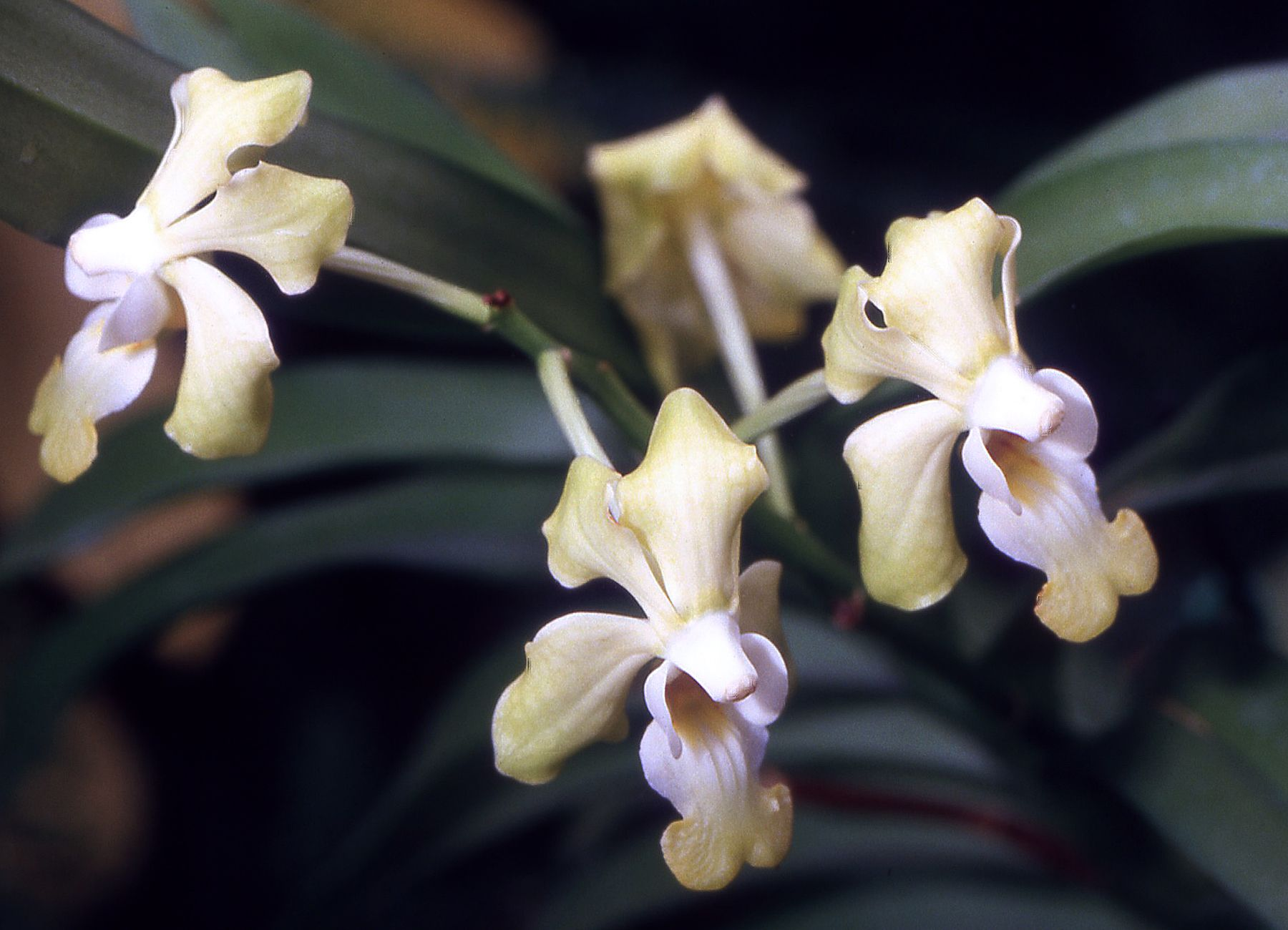
Dettaglio dei fiori

È un'orchidea epifita di grande taglia, con foglie ligulate e ricurve. La fioritura avviene in tardo inverno e primavera con un racemo ascellare eretto, lungo fino a 15 centimetri che porta un esiguo numero di fiori (da 4 a 6). Questi sono grandi circa 5 cm e si presentano robusti, cerosi e hanno la singolare caratteristica di profumare di vaniglia nelle prime ore della sera.

## Distribuzione e habitat
La specie è originaria della provincia di Yunnan in Cina, Birmania, Thailandia, Laos e Vietnam.
Cresce in foreste montane alle quote di 400 - 1200 metri di altitudine.

## Coltivazione
Questa pianta, come un po' tutte quella della specie Vanda è meglio coltivata in cesti di legno appesi.